# سيسيل باتلر
سيسيل باتلر (بالإنجليزية: Cecil Butler)‏ هو لاعب كرة قاعدة أمريكي، ولد في 23 أكتوبر 1937 في دالاس في الولايات المتحدة.

## وصلات خارجية
- سيسيل باتلر على موقع دوري كرة القاعدة الرئيسي (الإنجليزية)
- سيسيل باتلر على موقعبيزبول رفرنس.كوم (الدوري الرئيسي) (الإنجليزية)
- سيسيل باتلر على موقعبيزبول رفرنس.كوم (الدوري الثانوي) (الإنجليزية)